# Experimento de Franck-Hertz

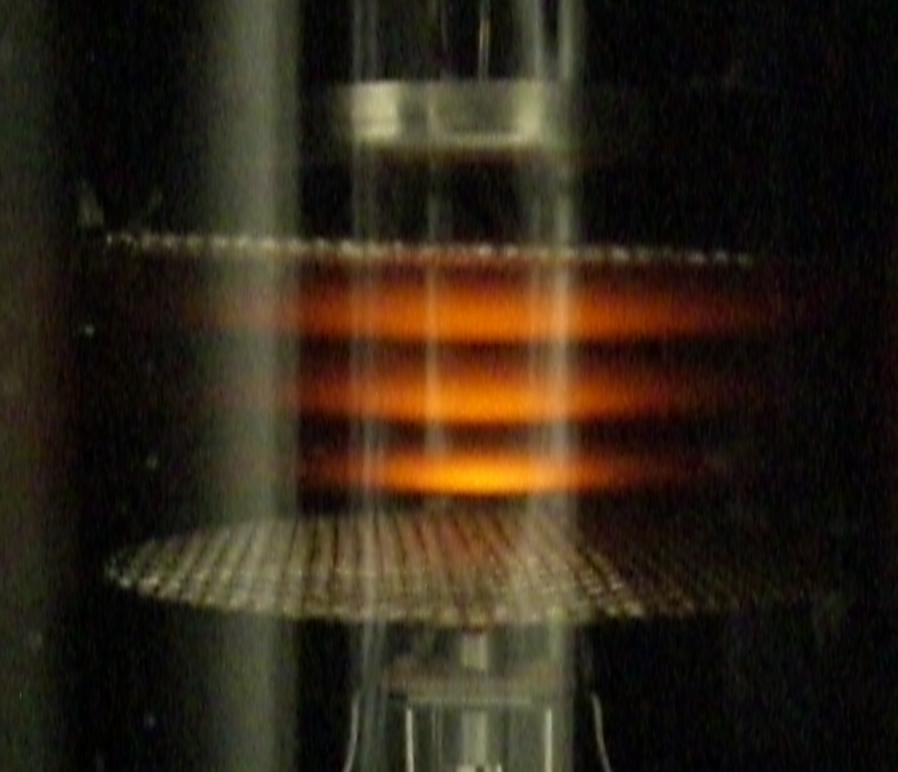
Experimento de Franck-Hertz com neon

O experimento de Franck-Hertz foi um experimento de física que forneceu evidências para o modelo atômico de Bohr, precursor da mecânica quântica. Em 1914, os físicos alemães James Franck e Gustav Ludwig Hertz procuraram experimentalmente demonstrar a existência dos níveis de energia do átomo. O agora famoso experimento de Franck-Hertz elegantemente favoreceu o modelo atômico de Niels Bohr, com elétrons orbitando no núcleo com energias específicas e discretas. Franck e Hertz foram agraciados com o Prêmio Nobel de Física em 1925 por esse trabalho.
O experimento de Franck-Hertz confirmou o modelo quantizado de Bohr do átomo, demonstrando que os átomos poderiam de fato apenas absorver (e serem excitados por) quantidades específicas de energia (quantum).

## O experimento

Tensão aceleradora versus corrente no ânodo

O experimento original de Franck e Hertz usou um tubo de vácuo aquecido contendo uma gota de mercúrio; eles relataram uma temperatura do tubo de 115 °C, na qual a pressão de vapor de mercúrio é de cerca de 100 pascals (muito abaixo da pressão atmosférica). É equipado com três eletrodos: um cátodo quente emissor de elétrons; uma grade de malha metálica; e um ânodo. A tensão da rede é positiva em relação ao cátodo, de modo que elétrons emitidos a partir do cátodo quente são atraídos para ele. A corrente elétrica medida no experimento é devido a elétrons que passam pela rede e atingem o ânodo. O potencial elétrico do ânodo é ligeiramente negativo em relação à rede, de modo que os elétrons que atingem o ânodo têm pelo menos uma quantidade correspondente de energia cinética para alcançá-lo depois de atravessar a grade.
- Sob diferenças pequenas em torno de 4,9 V a corrente no tubo aumenta de forma constante com o aumento da diferença de potencial. Esse comportamento é típico de tubos de vácuo verdadeiros que não contêm vapor de mercúrio; voltagens maiores levam a uma "corrente limitada de carga espacial" maior;
- A 4,9 V a corrente cai drasticamente, e quase volta ao zero;
- A corrente aumenta de forma constante mais uma vez se a tensão for aumentada ainda mais, até atingir o valor de 9,8 V (exatamente 4,9 + 4,9 volts);
- Em 9,8 V uma queda acentuada semelhante é observada;
- Esta série de oscilações na corrente em incrementos de aproximadamente 4,9 V continua visivelmente até potenciais de pelo menos70 V.[4]

Franck e Hertz observaram em seu primeiro artigo que as características de 4,9 eV de energia de seu experimento correspondiam bem a um dos comprimentos de onda das luzes emitidas por átomos de mercúrio em descargas de gás. Eles estavam usando uma relação quântica entre a energia e o comprimento de onda correspondente das luzes, que eles amplamente atribuíram a Johannes Stark e a Arnold Sommerfeld; prevê que 4,9 eV corresponde a luz com comprimento de onda de 254 nm. A mesma relação também foi incorporada na teoria do fóton de Einstein em 1905 do efeito fotoelétrico. Em um segundo artigo, Franck e Hertz relataram a emissão óptica de seus tubos, que emitiam luz com um único comprimento de onda proeminente de 254 nm. Quase toda luz emitida tem um único comprimento de onda. O fato de o tubo Franck-Hertz emitir apenas um único comprimento de onda, correspondendo quase exatamente ao período de tensão medido, foi muito importante. 

## Interpretação dos resultados
Franck e Hertz foram capazes de explicar o experimento em termos de colisões elásticas e inelásticas. A baixos potenciais, os elétrons acelerados adquirem apenas uma pequena quantidade de energia cinética. Quando se deparam com os átomos de mercúrio do tubo, eles sofrem colisões puramente elásticas. Isto é devido à previsão da mecânica quântica de que um átomo não pode absorver nenhuma energia até que a energia de colisão exceda o mínimo necessário para levar um elétron para um estado de energia mais alto.
Com colisões puramente elásticas, a quantidade total de energia cinética do sistema permanece a mesma. Como a massa do elétron é mais de duzentas mil vezes menor que a dos átomos de Hg, isto significa que a maior parte dos elétrons mantém sua energia cinética. Potenciais mais elevados servem para impulsionar mais elétrons através da grade para o ânodo e aumentar a corrente observada, até o potencial acelerador atingir 4,9 volts.
A menor excitação de energia eletrônica de um átomo de mercúrio pode sofrer requer 4,9 elétron-volts (eV). Quando o potencial acelerador chega a 4,9 V, cada elétron livre possui exatamente 4,9 eV de energia cinética (acima disto sobra energia nessa temperatura) quando atinge a grade. Consequentemente, uma colisão entre um átomo de mercúrio e um elétron livre naquele momento poderia ser inelástica, ou seja, a energia cinética um elétron livre poderia ser convertida em energia potencial, aumentando o nível de energia de um elétron ligado a um átomo de mercúrio: esse processo é chamado de átomo de mercúrio excitado. Com a perda completa da sua energia cinética adquirida, o elétron livre não pode mais vencer o potencial ligeiramente negativo no eletrodo negativo, e a corrente medida cai drasticamente.
Enquanto a tensão aumenta, os elétrons sofrem uma colisão inelástica, perdem 4,9 eV, mas depois continuam a ser acelerados. Desta forma, a corrente aumenta novamente com o potencial acelerador superior a 4,9 V. Em 9,8 V, a situação muda novamente. Nele, cada elétron agora tem energia suficiente para sofrer duas colisões inelásticas, excitar dois átomos de mercúrio e depois ficar sem nenhuma energia cinética. Mais uma vez, a corrente observada cai. Em intervalos de 4,9 V o processo se repete; em cada um os elétrons sofrem uma colisão inelástica a mais.
Novas descobertas neste experimento revelaram que o espaçamento entre mínimos e máximos aumenta com o número de mínimos e variam com a temperatura. Remeter a DOI: 10.1119/1.2174033 para mais informações.

## O experimento com outros tipos de gases
Um padrão similar é observado com o gás neônio, mas em intervalos de aproximadamente 19 V. O processo é idêntico, apenas com um limiar muito diferente. Uma diferença adicional é que um brilho aparece perto da grade aceleradora a 19 V e uma das transições do átomo de neônio emite luz vermelha-alaranjada. Este brilho se move para mais próximo do cátodo com o aumento do potencial acelerador, e em qualquer ponto do tubo os elétrons adquirem os 19 eV necessários para excitar um átomo de neônio. A 38 V, dois brilhos distintos são visíveis: um entre o catodo e a grade e o outro à direita na grade aceleradora. Potenciais mais elevados, separados por intervalos de 19 V, resultam em mais regiões brilhantes no tubo.
Aqui está uma simulação do experimento no site Visual Quantum Mechanics: 

## Experimento com Neon
Em laboratórios instrucionais, o experimento Franck-Hertz é frequentemente feito usando gás neon, que mostra o início de colisões inelásticas com um brilho laranja visível no tubo de vácuo, e que também não é tóxico, caso o tubo seja quebrado. Com tubos de mercúrio, o modelo de colisões elásticas e inelásticas prevê que deve haver faixas estreitas entre o ânodo e a grade onde o mercúrio emite luz, mas a luz é ultravioleta e invisível. Com neon, o intervalo de tensão Franck-Hertz é de 18,7 volts, e um brilho laranja aparece perto da grade quando 18,7 volts são aplicados. Este brilho se aproximará do cátodo com um potencial acelerado crescente, e indica os locais onde os elétrons adquiriram os 18,7 eV necessários para excitar um átomo de neon. A 37,4 volts dois brilhos distintos serão visíveis: um no meio do caminho entre o cátodo e a grade, e um bem na grade de aceleração. Maiores potenciais, espaçados em intervalos de 18,7 volts, resultarão em regiões brilhantes adicionais no tubo.

Uma vantagem adicional do neon para laboratórios instrucionais é que o tubo pode ser usado à temperatura ambiente. No entanto, o comprimento de onda da emissão visível é muito maior do que o previsto pela relação Bohr e pelo intervalo de 18,7 V. Uma explicação parcial para a luz laranja envolve dois níveis atômicos de 16,6 eV e 18,7 eV acima do nível mais baixo. Elétrons animados para o nível de 18,7 eV caem para o nível de 16,6 eV, com emissão de luz laranja concomitante. 